# Museo de Arte de Santa Catarina
El Museo de Arte de Santa Catarina (MASC) es un museo de arte público brasileño en la ciudad de Florianópolis en el estado de Santa Catarina. Tiene una colección de más de dos mil obras de arte y es la institución oficial para las bellas artes en Santa Catarina. La entrada al museo es gratuita.

## Historia
El museo se fundó el 18 de marzo de 1949 como el Museo de Arte Moderno de Florianópolis (Museu de Arte Moderna de Florianópolis en portugués) como un museo público municipal con solo 20 obras de arte. En 1970 el museo pasó a ser de titularidad del estado de Santa Catarina y su nombre se cambió al actual, Museo de Arte de Santa Catarina. Desde entonces, el museo ha crecido a tener una colección de más de dos mil obras de arte.